# Zunheboto
Zunheboto är en distriktshuvudort i Indien.   Den ligger i distriktet Zunheboto och delstaten Nagaland, i den östra delen av landet, 1 700 km öster om huvudstaden New Delhi. Zunheboto ligger 1 349 meter över havet och antalet invånare är 29 499.
Terrängen runt Zunheboto är varierad. Runt Zunheboto är det ganska tätbefolkat, med 124 invånare per kvadratkilometer. Det finns inga andra samhällen i närheten. I omgivningarna runt Zunheboto växer i huvudsak städsegrön lövskog.